# George Johnstone Hope
George Johnstone Hope, né le 6 juillet 1767 en Écosse et mort le 2 mai 1818 à Londres, est un officier de la Royal Navy qui a servi notamment dans les guerres napoléoniennes, y compris à la bataille de Trafalgar comme commandant du HMS Defence. Proche de l'amiral Nelson, il reçoit de nombreux honneurs après le combat et sert, plus tard, de Lord of the Admiralty.

## Biographie
Fils de Charles Hope-Weir et petit-fils du 1er vicomte de Hopetoun Charles Hope, il rejoint la Royal Navy à 13 ans en 1781. Lorsque la guerre éclate, il convoi Samuel Hood puis commande le navire HMS Romulus avec lesquels il fait quelques combats à Gênes en 1795.
En 1798,en commandant le HMS Alcmene, Hope fait une grave erreur, mécontentant son commandant Horatio Nelson. Cependant, l'année suivante, il parvient à capturer un navire français et remonte dans l'estime de Nelson.
En 1801, il commande la frégate HMS Leda et appuie le débarquement amphibie qui initia l'invasion britannique de l'Égypte. Après la « paix d'Amiens », Hope pris les commandes du vaisseau de ligne de 74 canons HMS Defence. Il participe à la chasse de la flotte française à travers l'océan Atlantique et au blocus de Cadix. Le 21 octobre 1805, il se retrouve à l'arrière de la flotte de Cuthbert Collingwood et participe à la bataille de Trafalgar. Cependant, la position reculée de son bateau le fait arriver dans le combat bien après le début de la bataille. Il combat le Berwick, navire britannique capturé par les Français, puis le San Ildefenso, capturant ce dernier. Il est décoré de l'Ordre du Bain.
Il continue de servir en mer Baltique sous les ordres de James Saumarez jusqu'en 1811 où il devient contre-amiral. Il devient par la suite Lord of the Admiralty et meurt en 1818. Il est enterré à l'Abbaye de Westminster.